# Корби, Эллен
Эллен Корби (англ. Ellen Corby, 3 июня 1911 — 14 апреля 1999) — американская актриса, номинантка на премию «Оскар», наиболее известная по роли бабушки Уолтон в телесериале «Уолтоны», за которую она получила три премии «Эмми».

## Биография
Эллен Хансен родилась 3 июня 1911 в Расине, Висконсин, в датской семье, а своё детство провела в Филадельфии. Интерес к театру у неё появился во время обучения в средней школе, а после её окончания в 1932 году она переехала в Атлантик-Сити, где некоторое время пела в хоре. Вскоре она перебралась в Голливуд, где устроилась работать диспетчером по сценариям на студию RKO. Там же она познакомилась со своим будущем мужем, оператором Фрэнсисом Корби, за которого вышла замуж в 1934 году. От Фрэнсиса Эллен Корби родила двоих детей и была с ним вместе до его смерти в 1944 году.
Кинокарьера Эллен Корби началась в 1933 году, и на протяжении последующих 15 лет она снялась более чем в тридцати фильмах, но её роли были эпизодическими и в титрах её имя не значилось. Помимо непосредственных съёмок в кино Корби работала сценаристом на студии Paramount Pictures, написав свой первый сценарий в 1936 году. Первой наиболее значительной и успешной ролью Эллен Корби стала тётя Трина в фильме «Я помню маму» в 1948 году. За эту роль она была номинирована на «Оскар» как лучшая актриса второго плана, но премия в том году всё же досталась Клер Тревор.
На протяжении последующих четырёх десятилетий Эллен Корби продолжала активно сниматься как в кино, так и на телевидении. Наиболее знаменитыми фильмами с её участием стали «Стрелок» (1950), «Большие деревья» (1952), «Сабрина» (1954), «Тише, тише, милая Шарлотта» (1964) и некоторые другие. На телевидении она появилась в таких сериалах, как «Я люблю Люси», «Альфред Хичкок представляет», «Перри Мейсон», «Доктор Килдер», «Деревенщина из Беверли-Хиллз» и «Семейка Аддамс». Наибольшую популярность Корби принесла роль бабушки Эстер Уолтон в телесериале «Уолтоны» в котором она снималась с 1971 по 1979 год, но была вынуждена покинуть показ из-за проблем со здоровьем, которые начались после инсульта, перенесённого двумя годами ранее. За эту роль актриса трижды становилась лауреатом премии «Эмми» за лучшую женскую роль в драматическом сериале в 1971, 1975 и 1976 годах. Эту же роль Корби исполнила ещё в пяти телевизионных фильмах, последний из которых, ставший последним в её актёрской карьере, вышел на телеэкраны в 1997 году.
Эллен Корби умерла от инсульта 14 апреля 1999 года в возрасте 87 лет в Доме актёров кино и телевидения в Вудленд-Хиллз, Калифорния.

## Избранная фильмография
| Год       |   | Русское название           | Оригинальное название      | Роль                |
| --------- | - | -------------------------- | -------------------------- | ------------------- |
| 1946      | ф | Эта прекрасная жизнь       | It’s a Wonderful Life      | мисс Дейвис         |
| 1948      | ф | Я помню маму               | I Remember Mama            | тётя Трина          |
| 1949      | ф | Мадам Бовари               | Madame Bovary              | Фелисите            |
| 1949      | ф | Маленькие женщины          | Little Women               | Софи                |
| 1950      | ф | Стрелок                    | The Gunfighter             | миссис Девлин       |
| 1951      | ф | Брачный сезон              | The Mating Season          | Энни                |
| 1951      | ф | Ангелы у кромки поля       | Angels in the Outfield     | сестра Вероника     |
| 1951      | ф | Жених возвращается         | Here Comes the Groom       | миссис Макгонигл    |
| 1952      | ф | Большие деревья            | The Big Trees              | сестра Блэкберн     |
| 1954      | ф | Сабрина                    | Sabrina                    | мисс Маккардл       |
| 1955      | ф | Беззаконие                 | Illegal                    | мисс Хинкель        |
| 1957      | ф | Седьмой грех               | The Seventh Sin            | сестра Сент Джозеф  |
| 1958      | ф | Головокружение             | Vertigo                    | менеджер в отеле    |
| 1963      | ф | Четверо из Техаса          | 4 for Texas                | вдова               |
| 1964      | ф | Тише, тише, милая Шарлотта | Hush… Hush Sweet Charlotte | городская сплетница |
| 1965      | с | Семейка Аддамс             | The Addams Family          | мама Ларч           |
| 1971—1980 | с | Уолтоны                    | The Waltons                | Эстер Уолтон        |
| 1972      | ф | Наполеон и Саманта         | Napoleon and Samantha      | Гертруда            |

## Награды и номинации
| Награда        | Год  | Категория                                                                    | Название работы | Результат |
| -------------- | ---- | ---------------------------------------------------------------------------- | --------------- | --------- |
| Оскар          | 1949 | Лучшая женская роль второго плана                                            | Я помню маму    | Номинация |
| Золотой глобус | 1949 | Лучшая женская роль второго плана в кинофильме                               | Я помню маму    | Победа    |
| Золотой глобус | 1973 | Лучшая женская роль в драматическом телесериале                              | Уолтоны         | Номинация |
| Золотой глобус | 1974 | Лучшая женская роль второго плана в мини-сериале, телесериале или телефильме | Уолтоны         | Победа    |
| Золотой глобус | 1975 | Лучшая женская роль второго плана в мини-сериале, телесериале или телефильме | Уолтоны         | Номинация |
| Золотой глобус | 1977 | Лучшая женская роль второго плана в мини-сериале, телесериале или телефильме | Уолтоны         | Номинация |
| Эмми           | 1973 | Лучшая женская роль второго плана в драматическом телесериале                | Уолтоны         | Победа    |
| Эмми           | 1974 | Лучшая женская роль второго плана в драматическом телесериале                | Уолтоны         | Номинация |
| Эмми           | 1975 | Лучшая женская роль второго плана в драматическом телесериале                | Уолтоны         | Победа    |
| Эмми           | 1976 | Лучшая женская роль второго плана в драматическом телесериале                | Уолтоны         | Победа    |
| Эмми           | 1977 | Лучшая женская роль второго плана в драматическом телесериале                | Уолтоны         | Номинация |
| Эмми           | 1978 | Лучшая приглашённая актриса в драматическом телесериале                      | Уолтоны         | Номинация |